# Abelisauroidea
La superfamiglia degli abelisauroidi (Abelisauroidea Bonaparte & Novas, 1985) comprende dinosauri carnivori dalle caratteristiche primitive, appartenenti al gruppo dei teropodi Ceratosauri e vissuti però alla fine dell'era dei dinosauri, ovvero nel Cretaceo..

## Distribuzione e habitat
Questi dinosauri carnivori sono vissuti essenzialmente nei continenti meridionali (forse anche in Europa, ma la cosa non è affatto sicura), prosperando soprattutto dove carnosauri e celurosauri erano più rari o assenti. Anzi in buona parte del Gondwana sembrerebbe che verso la fine del Cretaceo, gli Abelisauroidi e gruppi con essi imparentati occupassero quasi completamente le nicchie da teropode non aviano. In particolar modo a metà Cretaceo Spinosauridi e Carcarodontosauridi sparirono o (nel secondo caso, probabilmente) si ridussero drasticamente per numero e varietà di generi e per diffusione geografica, permettendo agli Abelisauroidi di occupare alcune delle loro nicchie ecologiche.
Gli Abelisauroidi mantennero alcune caratteristiche "primitive" o meglio basali dei Ceratosauri, evolvendosi però in molti modi sorprendenti e diversificandosi in numerosissimi generi e famiglie per ora poco conosciuti. È interessante notare come, tra gli Abelisauroidi, si siano sviluppate forme simili alle loro controparti settentrionali. Ad esempio gli abelisauridi erano di grandi dimensioni e possedevano grossi crani con denti acuminati, proprio come i tirannosauridi del Laurasia. I noasauridi, invece, erano piccoli carnivori analoghi, per nicchia ecologica, ai dromeosauridi e ai troodontidi del gruppo dei tetanuri.

## Descrizione
Le principali caratteristiche degli abelisauroidei riguardano il cranio, di solito stranamente accorciato e dotato di una mandibola gracile, e le vertebre: queste ultime possedevano insoliti processi laterali molto allungati, che suggerirebbero la presenza di un tipo di muscolatura molto particolare.

## Sistematica
Gli abelisauroidea sono definiti come un clado molto vasto che contiene il Carnotaurus Sastrei  (Bonaparte, 1985) e il Noasaurus Leali  (Bonaparte & Powell, 1980). Sono tutti teropodi più imparentati con il carnotaurus che con i ceratosauria..

### Classificazione
- Superfamiglia Abelisauroidea
  - Berberosaurus
  - Genusaurus
  - Ozraptor
  - Spinostropheus
  - Tarascosaurus
  - Famiglia Noasauridae
    - Deltadromeus?
    - Laevisuchus?
    - Ligabueino
    - Masiakasaurus
    - Noasaurus
    - Velocisaurus

  - Famiglia Abelisauridae
    - Abelisaurus
    - "Bayosaurus"
    - Compsosuchus
    - Ilokelesia
    - Ekrixinatosaurus
    - Indosaurus
    - Indosuchus
    - Rugops
    - Vitakridrinda
    - Xenotarsosaurus
    - Sottofamiglia Carnotaurinae
      - Majungasaurus
      - Rajasaurus
      - Tribù Carnotaurini
        - Aucasaurus
        - Carnotaurus